# Нонотт, Донат
Донат Нонотт (фр. Donat Nonnotte; 10 февраля 1708, Безансон — 5 февраля 1785, Лион) — французский художник, педагог.

## Биография
Брат полемиста Клода-Адриана Ноннота, известного своими работами против Вольтера.
В 1728 году отправился в Париж. Был принят в школу живописи и стал учеником Франсуа Лемуана, биографию которого написал позже.
В 1754 году Ноннот переехал из Парижа в Лион, где в 1762 году получил звание «официального художника» города. Основал там бесплатную школу рисования.
Стал преподавателем в Лионском художественном училище, где его учеником был Франсуа-Юбер Друэ.
Автор картин исторического жанра, жанровых и мифологических полотен. Известен прежде всего как портретист. Занимался также литературным творчеством.
Член Королевской академии живописи и скульптуры (1741), Академии наук, художественной литературы и искусства Лиона (1754), Академии наук, художественной литературы и искусства Руана (1771).

## Галерея
- Портрет Пьера де Риго де Водрёя, последнего генерал-губернатора Новой Франции
- Портрет Жака де Флесселя
- Портрет читающей жены Ноннота
- Шарлотта Фредрике Спарре, 1741